# 松平家次
松平 家次（まつだいら いえつぐ）は、戦国時代の武将。桜井松平家3代当主。通称は監物。

## 略歴
松平清定の嫡男として誕生。

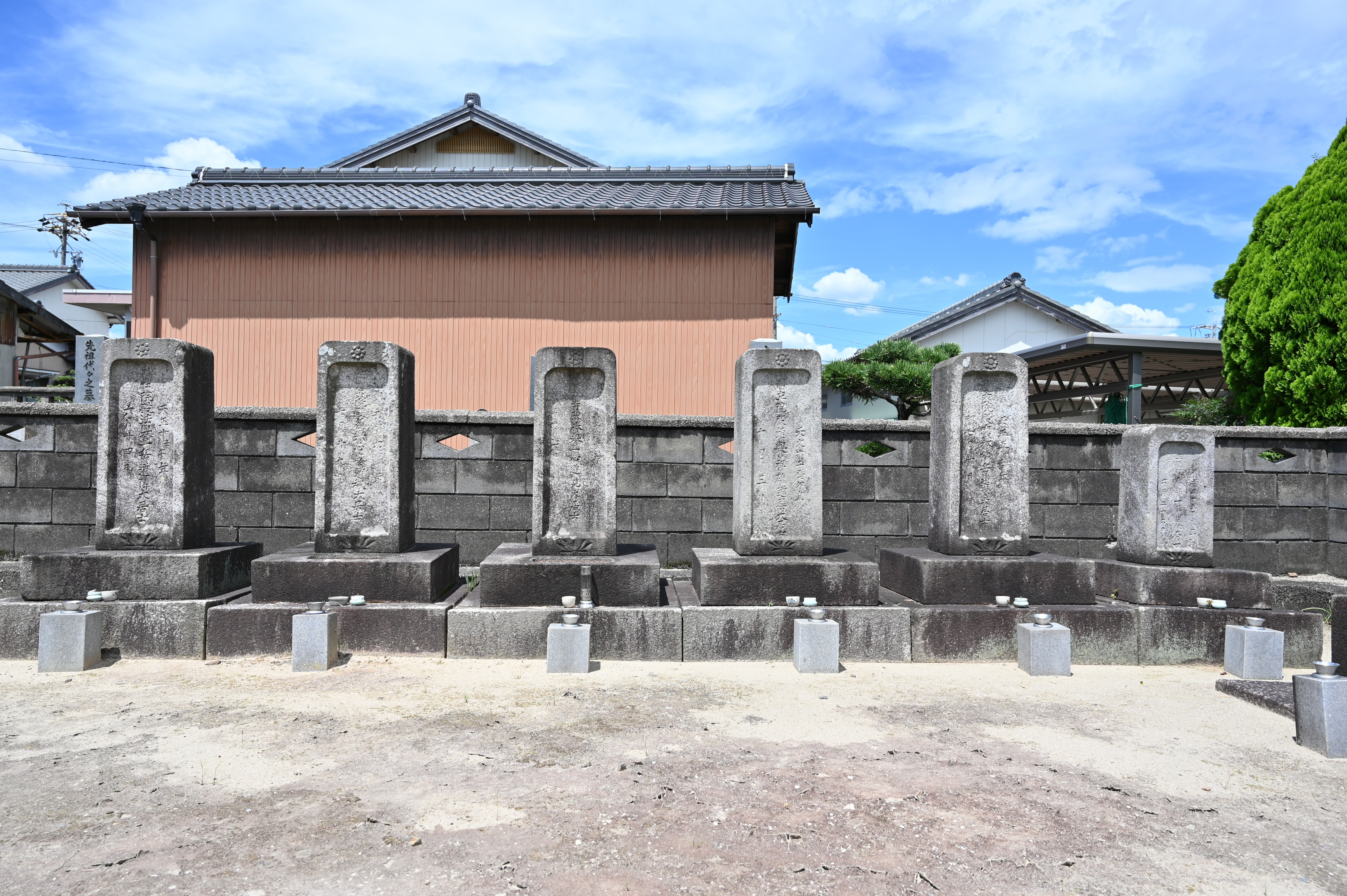
安城市の菩提寺にある桜井松平家歴代の墓所。家次の墓は左から2番目。

天文14年（1545年）、広畔畷の戦いで、家次は父・清定、酒井忠尚、榊原長政らと共に松平広忠と戦うが敗れる。翌年には忠尚は許され、家次の居城・尾張国品野城（愛知県瀬戸市品野町）は忠尚の居城となり、品野城を明け渡す。天文22年（1553年）、三河国下和田（愛知県岡崎市下和田町）の領地を巡り、主君・今川義元に訴え、東条松平家の松平忠茂と争うが、弘治2年（1556年）、家次の敗訴に終わる。松平元康（徳川家康）の命で品野城に攻めてきた織田軍を撃退し、功績をあげた。
永禄6年（1563年）、三河一向一揆が起きると一向衆側に味方した。
漸シタル処に、永禄五年壬戌に、野寺之寺内に徒者の有ケルヲ、坂（酒）井雅楽助押コみて検断シケレバ、永禄六年癸亥正月に、各々門徒衆寄合て、土呂・鍼崎・野寺・佐々き（崎）に取籠リて、一騎（揆）ヲヲコシて御敵ト成。（中略）。其耳弄、桜井之松平監物（家次）殿モ荒河（義広）殿ト仰被レ合て、別心ヲ被レ成けり。—三河物語
永禄6年（1563年）7月29日死去。
『松平家忠日記』には一揆が収束した永禄7月（1564年）2月に、家次が「累世の御家門」であるとして許されたという記事がある。『寛政譜』では、永禄6年没に疑義を示している。永禄7年没とする説もある。

## 系譜

### 子
『寛政重修諸家譜』では以下の順で子女を記している。
- 男子：松平忠正
- 男子：松平忠吉
- 男子：松平忠広
- 女子：菅沼定盈の妻
- 女子：竹田定加の妻